# Sri Sri Ravi Shankar

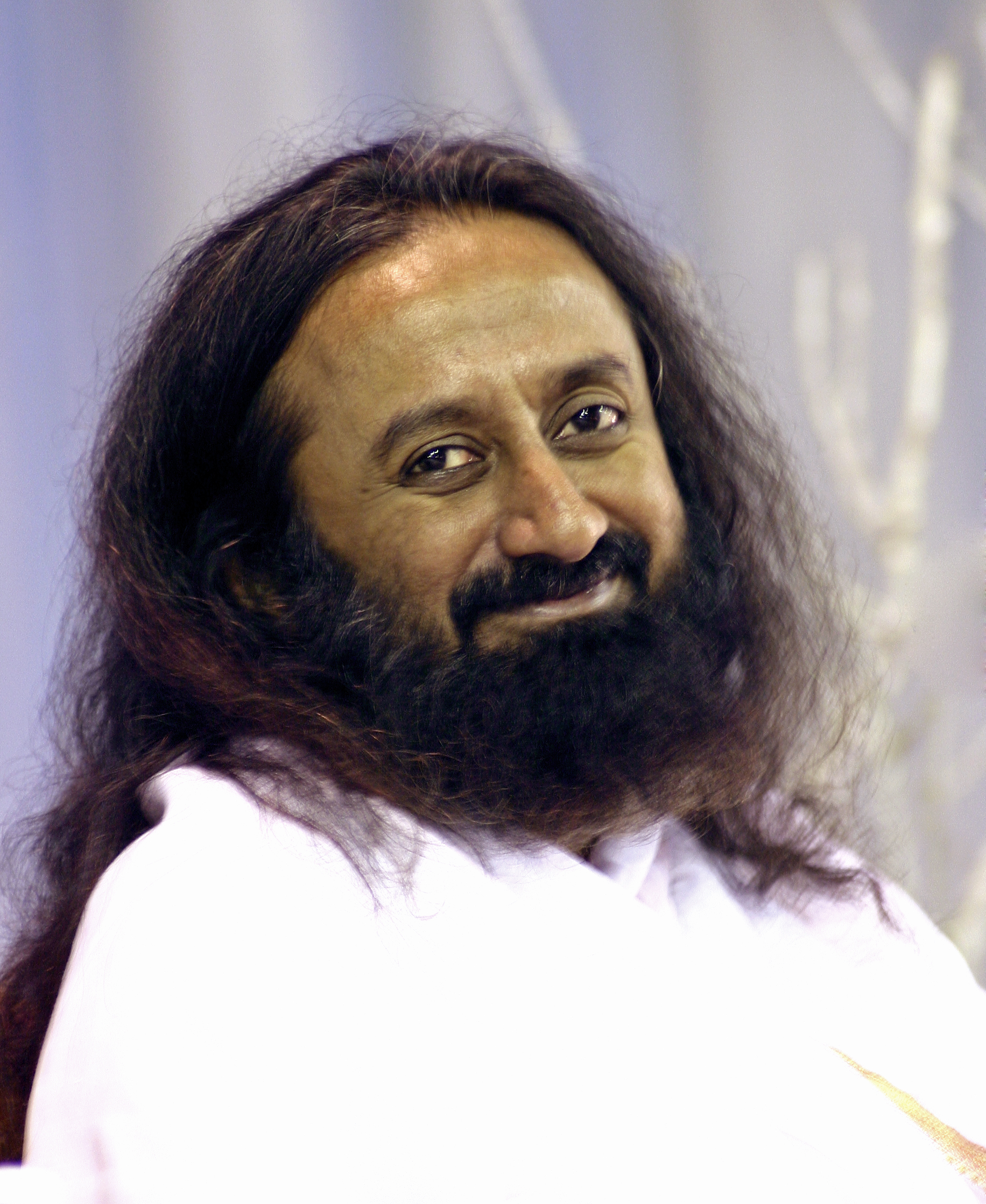
Sri Sri Ravi Shankar 2005

Sri Sri Ravi Shankar ( श्री श्री रवि शंकर; * 13. Mai 1956 als Ravi Shankar Ratnam in Papanasam, Tamil Nadu, Indien) ist spiritueller Lehrer, Friedensbotschafter und Begründer der International Art of Living Foundation und  International Association for Human Values. Er wird oft nur mit dem Ehrentitel „Sri Sri“ oder als Gurudev (Lehrer) angesprochen.

## Leben
Sri Sri Ravi Shankar – Kind einer brahmanischen Familie – zeigte früh Interesse an den Vedas. Es wird gesagt, dass Ravi Shankar mit vier Jahren die Bhagavad Gita rezitierte und oft in Meditation versunken war. Sein erster Lehrer war Sudhakar Chaturvedi, der lange mit Mahatma Gandhi zusammengearbeitet hatte. Im Alter von 17 Jahren absolvierte Ravi Shankar 1973 seine Prüfungen in vedischer Literatur und Physik. In den 1970er-Jahren wurde Ravi Shankar von Maharishi Mahesh Yogi eingeladen, in dessen Organisation Transzendentale Meditation, zu unterrichten. Er war mit Maharishi bei der Eröffnung des ersten Golden Domes der Maharishi International University. Nachdem er 1981 zehn Tage im Schweigen war, begann Sri Sri Ravi Shankar die Sudarshan Kriya zu unterrichten, die heute in einem Wochenend-Workshop gelehrt werden. Er gründete 1982 die „Art of Living Foundation“, eine Nichtregierungsorganisation mit speziellem konsultativen Status bei den Vereinten Nationen und seit 1997 bei der International Association for Human Values in Genf (Schweiz).
Weltweit gab Shankar zahlreiche Anstöße für Hilfs- und Friedensprojekte im Gesundheits- und Sozialbereich, darunter Rehabilitationsmaßnahmen für Straftäter und Drogenabhängige. Zudem entwickelte er Anti-Stress-Programme für Industrie und Handel. In Indien begründete er von der UNICEF anerkannte Schul- und Landbauprojekte.
Shankar setzt sich auf internationalen Kongressen und Veranstaltungen für Frieden und interreligiösen Dialog ein. Er sprach unter anderem auf der interreligiösen Konferenz zu Terrorismus und globaler Ethik (Moskau, 2005), dem „Millennium-Weltfriedens-Gipfel der Religiösen und Geistlichen Oberhäupter“ (UN, New York, 8. August 2000), dem Weltwirtschaftsforum 2001 in Davos und dem Deutschen Evangelischen Kirchentag 2011 in Dresden.
Shankar erhielt 1986 vom indischen Staatspräsidenten auf der „World Conference on Yoga“ in Neu-Delhi den Ehrentitel Yogashiromani (Kronjuwel des Yoga) verliehen.
Am 21. April 2015 hielt Shankar auf Einladung aller im Europäischen Parlament vertretenen Parteien und Gruppen einen Vortrag zum Thema „Der Weg des Yoga“. Dort hat Jo Leinen Shankar als Friedensnobelpreis-Kandidat vorgeschlagen. Drei Tage später wurde er in die UNESCO-Zentrale in Paris für eine Hauptansprache zum Thema „Inter-Faith and Inter-Cultural Harmony“ geladen. Am 1. Weltyogatag am 21. Juni 2015, sprach Shankar auf Einladung der Vereinten Nationen in New York über die Vorteile von Yoga und Meditation und leitete in Anwesenheit von UN-Generalsekretär Ban Ki-moon einen Kurzworkshop an sowie auch kurz danach am Times Square in New York vor 30 000 Zuschauern.
Am 28. Juni 2015 traf Shankar führende Mitglieder der kolumbianischen Rebellengruppe FARC-EP für Friedensgespräche in Kuba. Kurz darauf rief FARC Chefunterhändler Iván Márquez einen Waffenstillstand ab dem 20. Juli 2015 aus. Shankar wurde von der kolumbianischen Regierung für seine Friedensarbeit mit der höchsten Auszeichnung der Republik, dem Orden „de la Democracia Simón Bolivar“, gewürdigt.
Vom 11. – 13. März 2016 veranstaltete die von Shankar gegründete Art of Living Foundation anlässlich ihres 35-jährigen Bestehens das World Culture Festival in Neu-Delhi, zu dem 3,5 Millionen Menschen aus 155 Ländern kamen. Das Festival wurde von Indiens Premierminister Narendra Modi offiziell eröffnet. Das Programm beinhaltete kulturelle Beiträge aller Kontinente, Ansprachen von Würdenträgern und ein konfessionsübergreifendes Zusammentreffen von Vertretern aller Religionen zur Förderung friedlicher Koexistenz. Die deutsche Delegation umfasste etwa 300 Personen, darunter CDU-Vize Armin Laschet, die Bundestagsabgeordneten Frank Heinrich und Dr. André Hahn sowie MdEP Jo Leinen und Fußballtrainer Christoph Daum. Bereits 2011 hat The Art of Living ein ähnliches Festival im Berliner Olympiastadion ausgerichtet, bei dem jedoch nur 50 000 Menschen zusammenkamen.
Für seine weltweite Friedensarbeit und sozialen Projekte verlieh der indische Präsident Pranab Mukherjee Sri Sri Ravi Shankar am 28. März 2016 die zweithöchste indische Staatsauszeichnung „Padma Vibhushan“.

## Gegründete Organisationen und Programme
International Art of Living Foundation
Die 1981 gegründete International Art of Living Foundation ist eine „internationale, gemeinnützige, lehrende und humanitäre Organisation“, die einen Beraterstatus bei den Vereinten Nationen innehat.
International Association for Human Values
Die 1996 gegründete IAHV ist eine „gemeinnützige, lehrende Organisation, die sich der Förderung menschlicher Werte“ verschrieben hat. Ihr letztendliches Ziel ist eine „Gesellschaft, in der alle Menschen die universellen menschlichen Werte wie Mitgefühl, Vertrauen, Verantwortung, Freundlichkeit und Gewaltlosigkeit leben, mit Zusammengehörigkeitsgefühl und Respekt gegenüber der Umwelt“.
Institut Vedischer Wissenschaft (Ved Vignan Mahavidyapeeth oder VVM)
Dieses 1981 gegründete Institut mit Sitz in Bangalore, Indien, stellt eine Ausbildung bereit, „die sich auf menschliche Werte gründet und Indiens sehr altes, spirituelles Erbe in unser modernes Paradigma von Wissenschaftlichkeit integriert“.

World Forum for Ethics in Business
Im Jahre 2003 initiierte Sri Sri Ravi Shankar eine globale Dialogreihe zum Thema Wirtschaftsethik und ist Begründer des 2010 gegründeten Stiftung World Forum for Ethics in Business mit Sitz in Brüssel, die in Konferenzen Akteure aller Gesellschaftsbereiche zusammenbringt, um über Ethik im öffentlichen und privaten Sektor zu diskutieren und die menschlichen Grundwerte zu stärken. Er fungierte als Keynote Sprecher bei Konferenzen im Europäischen Parlament in Brüssel, in den Vereinten Nationen in Genf und in der FIFA Hauptzentrale.

## Initiativen
Sri Sri Ravi Shankar, hat im August 2011 in Indien eine entscheidende Vermittlerrolle in der Bewegung India Against Corruption eingenommen. Er hat seit der IAC Gründung 2010 als Gründungsmitglied und während der Proteste entscheidend zwischen dem Team Anna Hazare, der Regierung und der Bevölkerung vermittelt.
Zu der Entscheidung des indischen Supreme Court vom 11. Dezember 2013, den Paragraphen 377 wieder für verfassungsgemäß zu erklären und somit homosexuellen Geschlechtsverkehr als kriminelle Handlung unter Strafe zu stellen, äußerte sich Sri Sri Ravi Shankar kritisch. Auf Twitter postete er: „Homosexuality has never been considered a crime in Hindu culture.“

## Stellungnahmen
Sri Sri Ravi Shankar hat sich laut der Saarbrücker Zeitung zu der Flüchtlingskrise in Deutschland folgendermaßen geäußert: „Das ist eine Herausforderung auf multiplen Ebenen. Einerseits ist es nur menschlich, den Flüchtlingen zu helfen. Andererseits müssen auch die Bedenken der ortsansässigen Bevölkerung ernst genommen werden.“

## Veröffentlichungen
- Leben und Beruf. Eine spirituelle Herausforderung. Param, Ahlerstedt 1999, ISBN 3-88755-343-8
- Die Kunst des Lebens. Param, Ahlerstedt 1999, ISBN 3-88755-343-8
- Fragen und Antworten über Gott und die Welt. Param, Ahlerstedt 2000
- Die Liebe feiern. Echnaton, Frankfurt 2009, ISBN 978-3-937883-24-3